# Västra Gangsjajaure (naturreservat)
Västra Gangsjajaure är ett naturreservat i Arvidsjaurs kommun i Norrbottens län.
Området är naturskyddat sedan 2010 och är 3 kvadratkilometer stort. Reservatet omfattar västra delen av Västra Gangsjajaure och våtmarker och skog däromkring. Reservatet består av tallnaturskog och myrtallskog. 